# Naomi Donne
Naomi Donne (* 1956) ist eine britische Maskenbildnerin.

## Leben
Naomi Donne wurde am London College of Fashion ausgebildet. Danach wurde sie einige Jahre Visagistin bei der BBC. Anfang der 1980er Jahre kamen die ersten Aufträge bei größeren Filmproduktionen.
Für Chocolat – Ein kleiner Biss genügt wurde sie 2001 für einen BAFTA-Award nominiert. Für James Bond 007: Skyfall wurde sie 2013 für einen Saturn Award für das beste Make-up nominiert. Für ihre Arbeit beim Kriegsdrama 1917 wurde sie 2020 in der Kategorie Bestes Make-up und beste Frisuren zusammen mit Rebecca Cole und Tristan Versluis für einen Oscar sowie einen BAFTA-Award nominiert. 2022 und 2023 folgten eine weitere Oscarnominierungen für die Film Cruella und The Batman.

## Filmografie (Auswahl)
- 1987: James Bond 007 – Der Hauch des Todes (The Living Daylights)
- 1989: James Bond 007 – Lizenz zum Töten (License to Kill)
- 1990: Das Rußland-Haus (The Russia House)
- 1996: Hexenjagd (The Crucible)
- 2000: Chocolat – Ein kleiner Biss genügt (Chocolat)
- 2001: Die Royal Tenenbaums (The Royal Tenenbaums)
- 2004: Der Manchurian Kandidat (The Manchurian Candidate)
- 2005: The Producers
- 2012: James Bond 007: Skyfall (Skyfall)
- 2013: Philomena
- 2015: Cinderella
- 2015: The Lady in the Van
- 2017: Kindeswohl (The Children Act)
- 2018: King Lear
- 2018: Operation: Overlord (Overlord)
- 2019: 1917
- 2020: Wege des Lebens – The Roads Not Taken (The Roads Not Taken)
- 2020: The Rhythm Section – Zeit der Rache (The Rhythm Section)
- 2021: Cruella
- 2022: Meine Stunden mit Leo (Good Luck to You, Leo Grande)
- 2022: The Batman